# Nebulosa Califórnia
A Nebulosa Califórnia (NGC 1499) é uma nebulosa de emissão localizado na constelação de Perseus. É assim chamado porque ele parece assemelhar-se o contorno do Estado Califórnia, EUA em fotografias de longa exposição. Por causa de seu brilho superficial muito baixo, é extremamente difícil de observar visualmente. Pode-se observar com um filtro H-Beta (isolados da linha H-Beta em 486 nm) em um telescópio de-campo rico sob o céu escuro. Encontra-se a uma distância de cerca de 1.000 anos-luz da Terra.
A Nebulosa da Califórnia foi descoberta por Edward Barnard, em 1884.

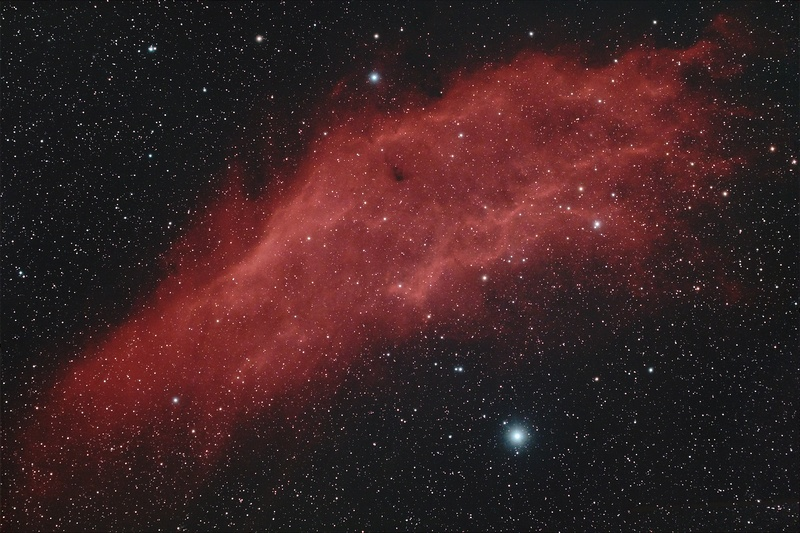
Imagem da Nebulosa Califórnia com Telescopio Amador
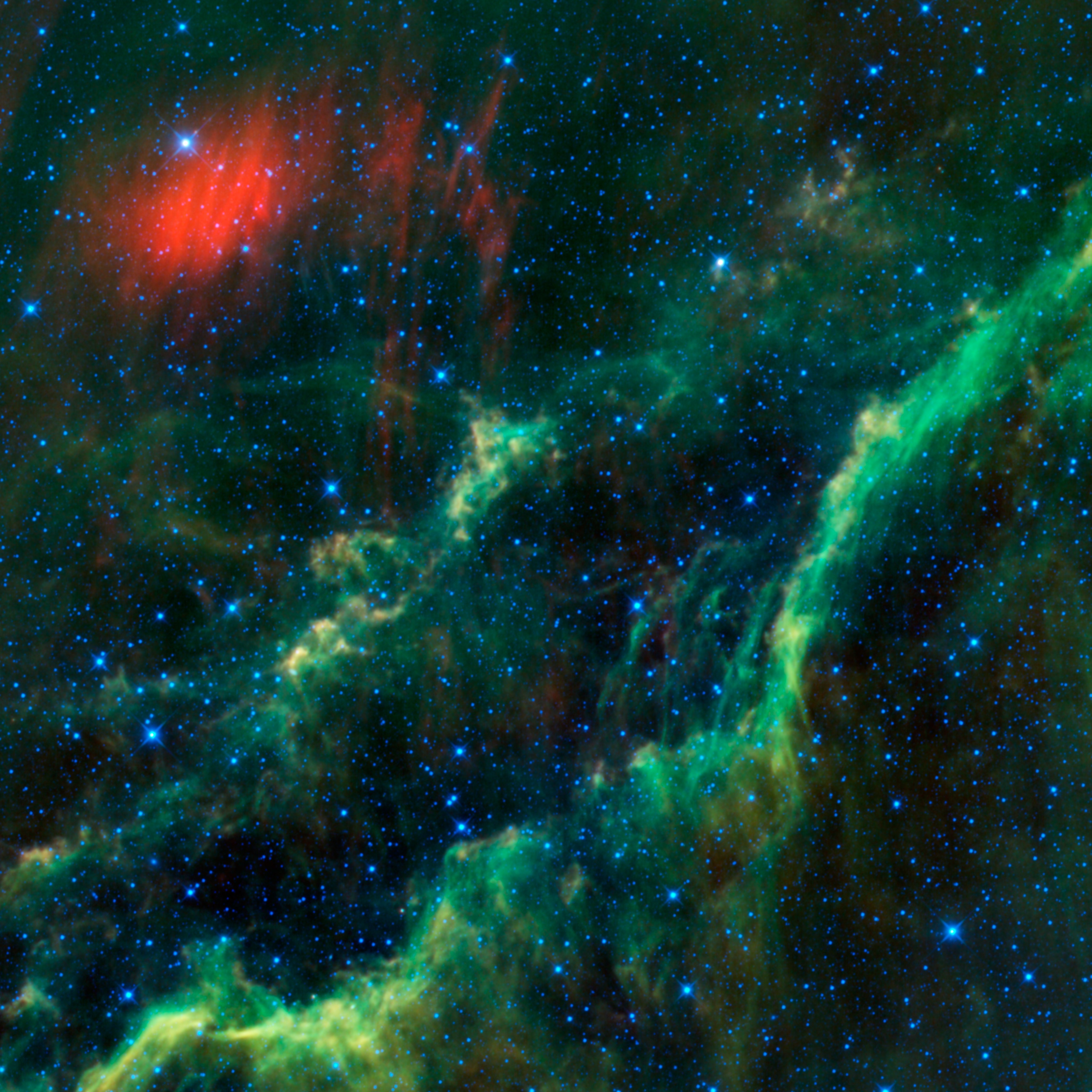
Imagem em Infravermelho da Nebulosa califórnia por WISE.